# 斗宿五
宿五，即人馬座τ（τ Sgr，拜耳命名法）或人馬座40（佛氏命名法），是位於黃道南天星座人馬座的一顆恒星。

## 描述
這是星座中較亮的成員之一，視星等為+3.3。根據視差測量結果，這顆恆星與地球的距離大約是122光年（37秒差距）。
這是一顆光譜類型K1的巨星，質量大約是1.25 M☉。恆星包層比太陽略冷，有效溫度為4,590K，使恆星呈淺橙色。這顆恆星以干涉測量術測得的角直徑，在校正周邊昏暗後，為3.93 ± 0.04 mas，在其估計距離處，其物理半徑約為太陽半徑的16倍。
斗宿五疑似一顆雙星，但是尚未能確認其伴星。它的金屬含量較低（Fe與H的比值比太陽低54%），且相對太陽的本動速度（64km/s，是當地平均速度的四倍）較高，這表明該恆星是來自銀河系不同地區的訪客。
斗宿五是一顆紅群聚的巨星，是一顆質量與太陽相似的恆星，它耗盡了核心的氫，穿過紅巨星分支成為水平分支星，已在核心進行氦融合。

## 哇！訊號
斗宿五是距離1977年的哇！訊號起源處最近的恆星（傳統星座輪廓上的一部分）。

## 名稱和詞源
- 這顆恆星其它一些恆星構成了幾個簡單的星群：
  - 茶壺：由人馬座γ、斗宿五、人馬座δ、人馬座ε 、人馬座ζ、人馬座λ、人馬座σ和人馬座φ組成[13]。
  - 歸來的鴕鳥（"the Returning Ostriches"）：由人馬座φ、人馬座λ、人馬座σ、斗宿五、人馬座ζ和人馬座χ（雙星）組成。在阿拉伯語中是Al Naʽām al Ṣādirah，經常翻譯為 Namalsadirah（لنعم السادرة）[14]。
    - 起初以數值順序排列的四顆星：人馬座φ、斗宿五、人馬座χ1和 and 人馬座χ2[15]。

  - 鴕鳥窩（"Ostrich's Nest"，Al Udḥiyy）：由人馬座ν、斗宿五、人馬座φ、人馬座ω、人馬座60和人馬座ζ組成[14]。
  - 在完全獨立的中國傳統中的斗宿：斗宿五屬於斗，意思是斗宿的第五顆星。斗宿由斗宿一（人馬座φ）、斗宿二（人馬座λ）、斗宿三（人馬座μ）、斗宿四（人馬座σ）、斗宿五（人馬座τ）、斗宿六（人馬座ζ）組成，也稱為南斗六星 [16]。